# Boxing Helena
Boxing Helena  este un film american produs în anul 1993 sub regia lui  Jennifer Chambers Lynch, în film a jucat actorul Kurtwood Smith. 

## Acțiune
Chirurgul Nick Cavanaugh se retrage în provincie, după moartea mamei sale. Între timp o cunoaște pe Helena, o femeie frumoasă cu care petrece noaptea, chirurgul nu poate uita pe tânăra femeie. Într-o noapte văzând-o prin fereastră pe Helena care face sex cu prietenul ei, Nick întrerupe printr-un apel telefonic aventura sexuală a celor doi. Chirurgul pentru a recuceri femeia o invită la o petrecere, după care caută să o seducă. Helena indignată părăsește casa medicului și suferă un accident cu mașina, când își revine se trezește cu picioarele amputate în casa chirurgului, care caută să câștige grațiile femeii. Urmează o serie de scene erotice, după care Nick se trezește din vis în spital, unde constată că Helena nu are nici un picior amputat. 

## Distribuție
- Julian Sands: Dr. Nick Cavanaugh
- Sherilyn Fenn: Helena
- Bill Paxton: Ray
- Kurtwood Smith: Dr. Alan Palmer
- Art Garfunkel: Dr. Lawrence Augustine

## Primire
Filmul a fost distins cu premiul Zmeura de Aur pentru cea mai proastă regie. Refuzul de a juca rolul Helenei, a  cauzat lui Kim Basinger dificultăți mari financiare din cauza controversatului film. 